# أمبروز دودلي مان
أمبروز دودلي مان (بالإنجليزية: Ambrose Dudley Mann)‏ هو دبلوماسي أمريكي، ولد في 26 أبريل 1801، وتوفي في 15 نوفمبر 1889 في باريس في فرنسا.